# Dicerura scirpicola
Dicerura scirpicola är en tvåvingeart som beskrevs av Jean-Jacques Kieffer 1898. Dicerura scirpicola ingår i släktet Dicerura och familjen gallmyggor. Inga underarter finns listade i Catalogue of Life.